# Sidney Lanfield
Sidney Lanfield (ur. 20 kwietnia 1898 r., zm. 20 czerwca 1972 r.) – amerykański reżyser filmowy i telewizyjny.

## Życiorys
Na początku swojej kariery był muzykiem jazzowym i gwiazdą wodewilu. W 1930 roku rozpoczął pracę w Fox Film Corporation, gdzie wyreżyserował kilka filmów dla 20th Century Fox.
W 1941 roku wyreżyserował film Freda Astaire'a Nigdy się nie wzbogacisz dla Columbia Pictures. Po zakończeniu tego projektu przeniósł się do Paramount Pictures. Tam współtworzył głównie filmy komediowe.
Najbardziej rozpoznawalny jest ze swojej współpracy z Bobem Hopem, który występował u niego w filmach takich jak: Moja ulubiona blondynka (1942), Spójrzmy prawdzie w oczy (1943), Gdzie jest życie (1947) i The Lemon Drop Kid (1951).
Najbardziej dochodowym filmem w twórczości Lanfielda był Pies Baskerville'ów (1939), gdzie główne role zagrali Basil Rathbone (Holmes) i Nigel Bruce (Watson).
Na początku lat pięćdziesiątych rozpoczął pracę w telewizji, gdzie współtworzył programy komediowe (głównie sitcomy) jak np. Where's Raymond? (1953-1955), Marynarka Wojenna McHale'a (1962-1966), Rodzina Addamsów (1964-1966).

## Życie prywatne
Lanfield poślubił w 1927 roku aktorkę Shirley Mason, z którą był aż do swojej śmierci w 1972 roku. Został pochowany na cmentarzu Westwood Village Memorial Park w Los Angeles.

## Filmografia
seriale
- 1953: General Electric Theater
- 1959: The Deputy
- 1962-1966: McHale's Navy
- 1966: Pistols 'n' Petticoats

film
- 1928: Don't Marry
- 1933: Broadway Bad
- 1935: Red Salute
- 1936: King of Burlesque
- 1936: Sing, Baby, Sing
- 1939: Pies Baskerville'ów
- 1930: El Barbero de Napoleón
- 1932: Society Girl
- 1937: Cienki lód
- 1942: Misja damy
- 1942: Moja ulubiona blondynka
- 1948: Stacja zachód
- 1951: The Lemon Drop Kid
- 1961: My Darling Judge

## Nagrody i nominacje
Został nominowany do nagrody Emmy, a także posiada gwiazdę na Hollywoodzkiej Alei Gwiazd.